# Digonogastra atripennis
Digonogastra atripennis är en stekelart som först beskrevs av Szepligeti 1904.  Digonogastra atripennis ingår i släktet Digonogastra och familjen bracksteklar. Inga underarter finns listade i Catalogue of Life.